# Avatar (Ultima)
El Avatar es el personaje principal en la serie de juegos Ultima. Él o ella no es una encarnación de un dios en el sentido tradicional del término "avatar", sino más bien la encarnación en una persona de un conjunto de guías éticas de comportamiento llamadas las Virtudes. En el juego, el jugador debe equilibrar sus acciones y comportarse en concordancia con las virtudes.
Mientras el juego evita referencias directas con la religión, el sistema de virtudes está vagamente relacionado con aspectos del Cristianismo y del Budismo.

## Historia
El Avatar primero fue conocido como el Extraño (o más exactamente, el Extraño de otro mundo) en Ultima, cuando él (o ella) vence a Mondain. Él regresó para poner fin a la venganza de la hechicera Minax, y para aniquilar a su engendro del infierno, Exodus. Es ampliamente debatido de si el Extraño y el Avatar es o no la misma persona, ya que los juegos en sí no son bastante consistentes en este tema. Ultima IV dice que los héroes de los tres primeros juegos eran varias personas distintas, e insinúa que el grupo de héroes de Ultima III aún vivía en Britannia. Pero en los Ultima posteriores (Ultima VII Segunda Parte: La Isla de la Serpiente como el ejemplo más definitivo) insinúan que el Extraño y el Avatar son una y la misma persona.
Por lo que concierne al mundo del juego, este puede ser explicado con el embrollo gradual que toma la historia (com lo explica Batlin en Ultima VII: El Portal Negro).  Los juegos cubren un gran espacio de tiempo, y debido a la diferencia de tiempo entre la Tierra y Britannia, hay largos intervalos entre los juegos.
Mientras el Extraño/Avatar seguía las Virtudes en los últimos juegos, en los tres primeros no está ligado a ningún lineamiento moral, dejando al futuro Avatar libre para robar y asesinar, y con solo las autoridades para detenerlo(la).
En la cuarta vez que regresó el Extraño, su búsqueda tomó un camino diferente. En vez de derrotar a un enemigo, su meta era seguir el camino de las Virtudes, y retornar el Códice de la Última Sabiduría desde el Gran Abismo Estigia. En el quinto episodio, el Avatar derrotó a un régimen represivo sobre Britannia, y en el sexto trajo la paz entre los hombres y las gárgolas.
En los episodios siete, ocho y nueve, el Avatar combatió al Guardián, siendo finalmente ambos destruidos para que el mundo se vea librado de él.

## Diálogo
De Ultima I a Ultima III, el Extraño de otro mundo era un protagonista silencioso cuyo diálogo nunca es mostrado. En Ultima IV y posteriores, el jugador elige las palabras (en las series antiguas escribiéndolas, y a partir del VII seleccionádolas con el ratón). Así, los otros personajes discuten con el Avatar, pero aparte de esta interacción, el jugador nunca ve lo que el Avatar dice. Por tradición, las opciones de diálogo antes que el Avatar sepa nada de su interlocutor se resumen en "nombre", "trabajo" y "adiós" (raras veces además aparece también "salud"). Esto es parodiado en Ultima VII donde un actor representando el Avatar tiene cientos de líneas que memorizar, siendo la mayor parte de ellas "nombre", "trabajo" y "adiós"
La primera vez que el Avatar tuvo líneas de diálogo fue en Ultima VII, pero incluso allí las líneas de diálogo largas eran muy raras y solo aparecían en pocos lugares del juego.
Ultima Underworld rompió esta tradición al ser el primer Ultima donde el Avatar tenía líneas de diálogo completas en todo el juego. Y en Ultima IX no solo tenía líneas de diálogo sino que el Avatar también hablaba.

## Apariencia y Vestimenta
Debido a que los juegos se enfocaron en el crecimiento espiritual y en la esperanza de enseñar buenas ideas en los jugadores también, la idea implícita detrás del personaje del Avatar es hacer del personaje del juego una imagen de los jugadores mismos (el personaje en el juego, en el camino, convirtiéndose en un "avatar" del jugador), pero esto no está mencionado explícitamente.
En todos los juegos Ultima (excepto por Ultima IX), al jugador se le permite nombrar al personaje del Avatar como quisiera. Ultima IX no permite que al personaje se le dé un nombre, pero otra vez se abre la opción en el parche de diálogo hecho por los fanes, aunque ninguno de los diálogos en audio estén presentes.
En Ultima IV y V, debido a la limitaciones gráficas, el jugador solo podía elegir el sexo del Avatar, pero en la mayoría de los juegos posteriores (incluyendo Ultima VI, Ultima VII Segunda Parte: La Isla de la Serpiente y la serie Ultima Inframundo) se mostraban varios personajes distintos disponibles, con diferentes colores de piel y cabello. Sin embargo, en Ultima VII: El Portal Negro la elección es reducida solo a género - tanto los personajes masculino y femenino tienen cabello rubio y son blancos. (Si jugó con Exult con la Isla de la Serpiente instalado, los personajes de la Isla de la Serpiente también están disponibles en El Portal Negro.) El sprite del Avatar está determinado por clase en los primeros juegos, y siempre el mismo en Ultima V y VI. Ultima VII tiene dos sprites diferentes, uno para cada género. In Ultima VIII and IX, no hay elección de género, rostro o modelo de sprite/3D - el personaje es masculino y rubio.
El vestuario de marca registrada del Avatar frecuentemente incluye una cota de malla, sobre ella una túnica blanca, roja o naranja (con un símbolo Ankh dorado en el  pecho y la espalda) y una capa roja. Típicamente, él es mostrado empuñando una espada. Su apariencia varía de juego a juego y de versión a versión, pero usualmente sigue este esquema - y por supuesto, es posible que use cualquier vestimenta, armadura y armas necesarias en los mismos juegos.

## Apariciones en otros juegos
El Avatar es también el último adversario heroico en Dungeon Keeper, también lanzado por EA (aunque desarrollado por un diferente subsidiario, Bullfrog).
"Avatar" es uno de los títulos que el Héroe puede comprar para sí mismo en Fable, otro juego de Peter Molyneux (uno de los creadores de Dungeon Keeper).
- Datos: Q9290845